# Ouratea oligantha
Ouratea oligantha là một loài thực vật có hoa trong họ Ochnaceae. Loài này được Steyerm. ex Sastre mô tả khoa học đầu tiên năm 1995.